# Flaite
El término flaite es un chilenismo, equivalente actual de otros como pinganilla, rasca, roto, picante, peliento, chulo, cuma, tuja o chipamogli. En un sentido estricto se refiere despectivamente a personas de malas costumbres, de clase baja, socialmente inadaptadas, agresivas . En un sentido extenso describe cualquier comportamiento vulgar, independiente del origen social del individuo.
Por extensión, la apariencia, vestuario, música, jerga o sitios frecuentados por quienes caben en esta categoría reciben el mismo calificativo, por ejemplo: «Fulano vive en un barrio flaite». En el argot chileno podría considerarse antónimo de cuico.
La Academia Chilena de la Lengua eligió esta palabra como parte de los chilenismos que conforman el Diccionario de uso del español en Chile, publicado en 2010 con motivo del Bicentenario.

## Etimología
El término flaite parece derivado del inglés flighter (que se interpreta en esta teoría como volador, aunque la traducción real de esta palabra al inglés sería flyer). A partir de ahí, el neologismo migra al español chileno con diferentes usos. En un principio, para designar a consumidores de marihuana, que en Chile reciben el mote de volados (de ahí su parentesco con el verbo inglés fly, volar), y luego como adjetivo peyorativo para calificar a individuos de bajo nivel social, prejuzgando que el uso o adicción a drogas serían indicio de marginalidad y conducta delictiva.
Según Darío Rojas, académico del Departamento de Lingüística de la Universidad de Chile, el origen se remonta a la palabra faite (a su vez derivada del anglicismo fighter, luchador) surgida en Lima (Perú) a inicios del siglo XX, para luego ser adaptada al lenguaje chileno. Otra hipótesis de Rojas propone que flaite alude a lanzas (ladrones) internacionales que migraban por vía aérea para cometer delitos en Europa, y de ahí el concepto flighter. Juan Chamblás Morales definía en 1969 a un faite como «delincuente, guapo».
A pesar de las tesis anteriores, un registro temprano de la palabra puede hallarse en el disco de Nano Parra 20 cuecas con salsa verde (1967), que incluye una canción titulada «Flaites del Puerto». Este y otros hallazgos descartan la teoría que asocia al término con un modelo pirata ("Flight Air") del zapato deportivo Nike Air Flight, popular durante la década de 1980.

## Características
Como grupo social urbano, la denominación flaite es ambigua y desde el punto de vista que se adopte, puede tener connotaciones clasistas o referirse a la capacidad de adaptación social de un individuo, vale decir, su integración a los diversos esquemas culturales de la sociedad chilena. Es así como pueden producirse paradojas en que se clasifica indistintamente como "flaite" a sujetos de escaso nivel socioeconómico (D y E) pero de aptitud social positiva, o a sujetos de clase alta, que por su vulgaridad merecen el calificativo.
En una fuerte comparación con los grupos que crean rap afroamericano pertenecientes a los gánster los flaites comparten actitudes parecidas, una alta agresividad, inmadurez, egocentrismo, amor por las armas y el dinero fácil.
En su libro Ruego a Ud. tenga la bondad de irse a la cresta (2009), el escritor chileno Fernando Villegas expone dos elementos fundamentales para el reconocimiento del flaite: Su apariencia (e indumentaria) y su conducta inadaptada.

El flaite no es humilde, sumiso, respetuoso o temeroso de la ley y la autoridad, siempre cabeza gacha como su abuelo y bisabuelo; el flaite es al contrario un tipo parado en la hilacha, agresivo, bullicioso y absolutamente desprovisto de toda noción de jerarquía. Aun así es reconocible a primera vista, como lo eran sus antepasados, por su apariencia física, posturas, jerga, vestuario y facciones.

Fernando Villegas

(Nota: "parado en la hilacha" es un viejo chilenismo no vulgar, para describir cierta actitud desafiante, altanera o de autoconfianza desmesurada.)
Aunque la hipótesis etimológica del zapato deportivo Flaiteirs sea solo una leyenda urbana, revela de todos modos hasta qué punto la identidad flaite guarda relación con su apariencia física y vestuario, inspirado en el hip hop y el gangsta rap estadounidense.

## En la cultura popular
En 2005 Radio Carolina generó polémica por la campaña humorística Pitéate un flaite, en el marco del programa Máximo volumen. Esta promovía la identificación, denuncia o castigo a personas que cometieran actos propios de un flaite. Las connotaciones clasistas, racistas y discriminatorias de la iniciativa motivaron a la entonces diputada Carolina Tohá a presentar un recurso de protección en contra de la emisora. Ante el revuelo generado y las acciones legales que le siguieron, finalmente la radio canceló la campaña. En la televisión chilena, ha sido mostrado en los docu-realitys Dash & Cangri (2012) y Los Perlas (2017), representado en la serie El reemplazante (2012), y parodiado por los personajes El Shá! de Daniel Muñoz y Flaite Chileno de Alex Ortiz.